# Mémoire morte programmable
Pour les articles homonymes, voir Prom.

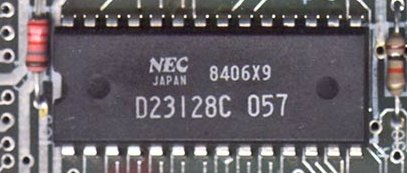
Mémoire PROM fabriquée par NEC et se trouvant sur la carte mère des ZX Spectrum.

Une mémoire morte programmable (en anglais PROM pour Programmable Read Only Memory, Field Programmable Read Only Memory, FPROM) ou One Time Programmable OTP) est un type de mémoire morte qui peut être programmée une seule fois.

## Description
Une mémoire morte est une mémoire utilisée pour enregistrer des informations qui ne doivent pas être perdues lorsque l'appareil, qui les contient, n'est plus alimenté en électricité.
La caractéristique de la mémoire PROM est qu'elle ne peut être programmée qu'une fois. Une fois programmée, elle devient une mémoire morte (ROM ou Read Only Memory) au sens littéral du terme.

## Différentes techniques
Il existe au moins deux techniques de réalisation des mémoires PROM :
- le type fusible : les cellules mémoires sont semblables à des fusibles qu'on détruit par claquement diélectrique ; ce phénomène est irréversible[1] ;
- le type EPROM sans possibilité d'effacement : la puce est d'un modèle EPROM effaçable par UV mais, la « fenêtre » en quartz permettant d'illuminer la puce n'existe pas : le boîtier est en époxy. Cette technique permet de diminuer fortement le prix de revient du composant tout en étant parfaitement compatible avec la version EPROM utilisée sur les prototypes, en utilisant les programmateurs d'EPROM standard et en supprimant le risque de perte d'informations accidentelle par illumination involontaire (par exemple par le soleil ou par des tubes fluorescents durant des centaines d'heures).